# Monks Risborough
Monks Risborough – wieś w Anglii, w hrabstwie Buckinghamshire, w dystrykcie (unitary authority) Buckinghamshire. Leży 55 km na północny zachód od centrum Londynu.